# Varennes-sur-Allier
Varennes-sur-Allier je naselje in občina v osrednjem francoskem departmaju Allier regije Auvergne. Leta 1999 je naselje imelo 4.072 prebivalcev.

## Geografija
Kraj leži v pokrajini Bourbonnais ob reki Allier, 24 km severno od Vichyja.

## Administracija
Varennes-sur-Allier je sedež istoimenskega kantona, v katerega so poleg njegove vključene še občine Arronnes, La Chabanne, Châtel-Montagne, Ferrières-sur-Sichon, La Guillermie, Laprugne, Lavoine, Nizerolles, Saint-Clément in Saint-Nicolas-des-Biefs s 4.586 prebivalci.
Kanton je sestavni del okrožja Vichy.

## Zanimivosti
- Cerkev sv. Križa iz leta 1884;